# Distretto di Laplae
Il distretto di Laplae (in thailandese: ลับแล) è un distretto (amphoe) della Thailandia, situato nella provincia di Uttaradit.